# Тріпук Андрій Петрович
Андрій Петрович Тріпук (народився 18 серпня 1987 у м. Новополоцьку, СРСР) — білоруський хокеїст, захисник. Виступає за «Хімік-СКА» (Новополоцьк) у Білоруській Екстралізі. 
Вихованець хокейної школи «Хімік-СКА» (Новополоцьк). Виступав за ХК «Могильов».
У складі юніорської збірної Білорусі учасник чемпіонату світу 2005 (дивізіон I). 